# بيل هولاند (لاعب كرة قاعدة)
بيل هولاند (بالإنجليزية: Bill Holland)‏ هو لاعب كرة قاعدة أمريكي، ولد في 4 يونيو 1915، وتوفي في 5 أبريل 1997.

## وصلات خارجية
- بيل هولاند (لاعب كرة قاعدة) على موقعبيزبول رفرنس.كوم (الدوري الرئيسي) (الإنجليزية)